# Éconologie
L’éconologie ou "écolonomie" ou économie écologique est le néologisme issu de la contraction des termes écologie et économie et désigne un ensemble d’activités à la fois rentables économiquement et soucieuses de l’environnement. On retrouve également le terme d'écolonomie pour désigner cette idée. 
Ce mouvement né à la fin du XXe siècle vise à limiter au maximum la consommation d’énergies non renouvelables tout en excluant la dématérialisation[pourquoi ?] de l’économie. 
Début 2017, la presse française fait état, malgré une consommation en croissance de 1,6 %, d'une baisse de la consommation de viande rouge, du lait, des sodas, des surgelés, ou encore de certains produits d’hygiène et de beauté ainsi que de la fréquentation des grandes surfaces. A contrario, les produits bio ou locavores progressent tous comme les canaux de distribution alternatifs, tels les petites épiceries ou les marchés en plein air.

## Étymologie
« Éconologie » est un mot-valise issu de la juxtaposition du préfixe écono- issu du terme économie et du suffixe -logie issu du terme écologie pour mettre en exergue le fait que les mots écologie et économie ont d'un point de vue étymologique le même sens. Le mot signifiant ainsi que cette nouvelle approche veut réconcilier écologie et économie. De même, « écolonomie » juxtapose le préfixe écolo- venant d'écologie, et le suffixe -nomie issu du terme économie ; cet autre mot-valise en est un synonyme.

## Contenu
L'éconologue informe de l'existence de solutions à la fois économiques, écologiques et socialement souhaitables afin d'apporter des améliorations aux systèmes socio-économiques, aux constructions existantes, en rénovation, ou au stade de projet. Il s'adresse au grand public, aux architectes, constructeurs, entrepreneurs, installateurs, gestionnaires ou à toute autre instance souhaitant être informée des pratiques écologiques et économiques à mettre en place. Son but est de montrer « qu'il est plus économique de produire de manière écologique », pour reprendre les termes d'Emmanuel Druon, entrepreneur à la tête de l'entreprise Pocheco et pionnier de cette idée[réf. nécessaire].
René Dubos a publié certains textes sur le fondement de l'économie écologique, en particulier son ouvrage posthume Les Célébrations de la vie (1982). Ce chercheur et savant français, naturalisé américain, adepte du juste milieu et conférencier réputé est l'inventeur de la phrase « Penser globalement, agir localement » ((en) “Think Global, Act Local”), reprise et déclinée par les écologistes du monde entier et leurs émules.
Pour cela, elle favorise les recherches de toutes autres solutions moins énergivores et plus respectueuses de l'environnement. Le concept est repris par des bureaux d'études et des promoteurs immobiliers pour promouvoir leurs prestations à finalités écologiques, économiques et sociales à destination, par exemple, des personnes âgées et des personnes à mobilité réduite.
L'Association de formation professionnelle des adultes a lancé un premier chantier pilote de rénovation éconologique par et pour les futurs professionnels du bâtiment, sous le nom de « Maison E », « E » pour éconologique. La fédération française des Agences locales de l’énergie, FLAME, a lancé le projet « Econ’home », un plan pilote d’économies d’énergie destiné aux particuliers désireux de réduire leur consommation. L'objectif est d'établir un diagnostic des dépenses énergétiques des foyers et leur proposer des solutions afin de les diminuer.  
L'écolonomie est aussi défendue par des personnalités politiques, comme l'ancienne ministre Corinne Lepage, auteure de la préface du livre Ecolonomies. Entreprendre et produire autrement d'Emmanuel Druon.